# Paw Paw (Illinois)
Paw Paw és una població dels Estats Units a l'estat d'Illinois. Segons el cens del tenia 852 habitants.

## Demografia
Segons el cens del 2000, Paw Paw tenia 852 habitants, 342 habitatges, i 228 famílies. La densitat de població era de 577,1 habitants/km².
Dels 342 habitatges en un 31,3% hi vivien nens de menys de 18 anys, en un 54,1% hi vivien parelles casades, en un 7,9% dones solteres, i en un 33,3% no eren unitats familiars. En el 30,4% dels habitatges hi vivien persones soles el 15,5% de les quals corresponia a persones de 65 anys o més que vivien soles. El nombre mitjà de persones vivint en cada habitatge era de 2,49 i el nombre mitjà de persones que vivien en cada família era de 3,09.
Per edats la població es repartia de la següent manera: un 27,7% tenia menys de 18 anys, un 6,9% entre 18 i 24, un 27,1% entre 25 i 44, un 23,1% de 45 a 60 i un 15,1% 65 anys o més.
L'edat mediana era de 38 anys. Per cada 100 dones de 18 o més anys hi havia 97,4 homes.
La renda mediana per habitatge era de 37.563 $ i la renda mediana per família de 47.500 $. Els homes tenien una renda mediana de 36.833 $ mentre que les dones 22.000 $. La renda per capita de la població era de 17.461 $. Aproximadament el 2,9% de les famílies i el 5,9% de la població estaven per davall del llindar de pobresa.

## Poblacions més properes
El següent diagrama mostra les poblacions més properes.